# Alejandro Oliván Borruel
Alejandro Oliván Borruel (Aso de Sobremonte, actualment en el terme de Biescas, 28 de febrer de 1796 - Madrid, 14 d'octubre de 1878) fou un polític i jurista espanyol que va ocupar el càrrec de Ministre de Marina amb el gabinet de Carlos Fernando Martínez de Irujo y McKean des del 15 de febrer fins al 28 de març de 1847 durant el regnat d'Isabel II i sotssecretari de Governació.

## Biografia
Format als escolapis de Jaca i a França, va combatre en la guerra de la Independència, havent d'exiliar-se durant la restauració absolutista de Ferran VII. De personalitat polifacètica, va destacar també pels seus treballs relatius al dret administratiu i polític, i en els seus estudis il·lustrats sobre agricultura per implementar millores en els rendiments dels treballs agrícoles i explotacions de canya de sucre a Cuba. Va destacar com a legislador -va ser senador vitalici i per la Universitat d'Oviedo- en les reformes del final del regnat d'Isabel II sobre censos, cadastres, hisenda i deute públic, legislació d'aigües i codificacions. Va ser acadèmic de les Reals Acadèmies de Ciència Morals i Polítiques, Reial Acadèmia Espanyola i Belles Arts de San Fernando, a més de destacat membre i president de l'Ateneo de Madrid i de la Real Sociedad Económica Matritense de Amigos del País.

## Obres
- Ensayo imparcial sobre el gobierno del Rey D. Fernando VII.
- De la administración pública con relación a España.
- Manual de Agricultura o Cartilla de Agricultura.
- Manual de Economía Política.
- Manual completo de Lectura.
- Aritmética.